# 小田原郵便局
小田原郵便局（おだわらゆうびんきょく）は神奈川県小田原市にある郵便局。民営化前の分類では集配普通郵便局であった。

## 概要
住所：〒250-8799 神奈川県小田原市栄町1-13-13

### 併設施設
- ゆうちょ銀行小田原店（さいたま支店小田原出張所）：取扱店番号020060

### 分室
- 保険分室 - 1948年（昭和23年）に廃止。

## 沿革
- 1871年4月20日（明治4年3月1日） - 日本の近代郵便制度の創設とともに小田原郵便取扱所として開設[1]。
- 1873年（明治6年） - 小田原郵便役所となる[1]。
- 1875年（明治8年）1月1日 - 小田原郵便局（二等）となる。翌日より為替取扱を開始[1]。
- 1879年（明治12年） - 貯金取扱を開始[1]。
- 1892年（明治25年）1月16日 - 小田原郵便電信局となる[1]。
- 1903年（明治36年）4月1日 - 通信官署官制の施行に伴い小田原郵便局となる[1]。
- 1948年（昭和23年）2月6日 - 保険分室を廃止[2]。
- 1993年（平成5年）7月1日 - 外国通貨の両替および旅行小切手の売買に関する業務取扱を開始。
- 2006年（平成18年）10月16日 - 箱根湯本郵便局（足柄下郡箱根町湯本）から「250-03xx」区域の集配業務を移管[3]。
- 2007年（平成19年）10月1日 - 民営化に伴い、併設された郵便事業小田原支店、ゆうちょ銀行小田原店に一部業務を移管。
- 2011年（平成23年）4月11日 - 箱根町集配センター（箱根町箱根、〒250-0599）と箱根宮ノ下集配センター（箱根町小涌谷、〒250-0499）の統括を郵便事業小田原支店から小田原東支店（小田原市前川）に移管。
- 2012年（平成24年）10月1日 - 日本郵便株式会社発足に伴い、郵便事業小田原支店を小田原郵便局に統合。

## 取扱内容

### 小田原郵便局
- 郵便、印紙、ゆうパック、内容証明
- 生命保険、バイク自賠責保険、自動車保険、がん保険、引受条件緩和型医療保険
- 「250-00xx」「250-08xx」区域（小田原市の中央・西部地域）、「250-03xx」区域（足柄下郡箱根町（湯本・湯本茶屋・須雲川・畑宿・塔ノ沢））の集配業務
- ゆうゆう窓口

### ゆうちょ銀行小田原店
- 貯金、貸付、為替、振替、振込、国際送金、外貨両替、国債、投資信託、変額年金保険
- ATM

## 周辺
- 小田原城
- 小田原市民会館
- 旭丘高等学校
- 国道1号

## アクセス
- JR東海道新幹線・東海道本線、小田急小田原線、小田急箱根鉄道線、伊豆箱根鉄道大雄山線 小田原駅（東口）から徒歩約8分
- 箱根登山バス、伊豆箱根バス、神奈中バス 郵便局前停留所下車
- 国道1号（西湘バイパス） 小田原ICから西へ約1km
- 国道255号沿い
- 駐車場あり：4台